# Christian Rosenkrantz
 Der er flere personer med dette navn, se Christian Rosenkrantz (flertydig).
Christian Rosenkrantz (født 1672, død 3. september 1736) var en dansk adelsmand og embedsmand.
Han var søn af etatsråd Jens Rosenkrantz og grevinde Dorthe Friis. Hans uddannelse har utvivlsomt været omhyggelig, da både oldefaderen, bedstefaderen og faderen hørte blandt Danmarks lærde mænd. Christian Rosenkrantz vides at have deltaget i felttog til Flandern. 1695 blev han kammerjunker. Fra 1699 hos prinsesse Sophie Hedevig. Senere udnævntes han til justitsråd og 1701 amtmand over Nyborg og Tranekær Amter. I dette embede døde han på Skovsbo efter langvarig sygdom 1736. Under Fyns Stiftamtmands fravær havde han flere gange, endog i årevis, overtaget dennes funktioner. 1704 blev han etatsråd, 1717 konferensråd, 1729 Ridder af Dannebrog og 1731 gehejmeråd.
Fra faderen arvede han godset Favrskov, som han dog solgte til sin morbror greve Niels Friis til Frijsenborg i 1697. Ca. 1703 indgik han ægteskab med Øllegaard Sehested (1668-1717), datter af Niels Sehested til Mullerup. Øllegaard var enke efter ritmester Erik Lykke, men da ægteskabet havde været barnløst bragte hun dennes gods Skovsbo med ind i sit nye ægteskab. Christian Rosenkrantz formåede at øge dette gods størrelse ganske betydeligt. Anden gang ægtede han 28. april 1719 Frederikke Louise Krag (1696-1766), datter af gehejmeråd Niels Krag. I sin lange enkestand forøgede hun også Skovsbo gods.